# Benafigos
Benafigos és un municipi valencià de la comarca de l'Alt Maestrat.
L'1 de gener de 2023 el municipi va passar de pertànyer administrativament a la comarca de l'Alcalatén a pertànyer a la comarca de l'Alt Maestrat com havia estat històricament, amb l'entrada en vigor el nou mapa de comarques del País Valencià, elaborat per l'Institut Cartogràfic Valencià i aprovat el 29 de desembre de 2022 per la Generalitat.
El seu terme municipal, de 35,6 quilòmetres quadrats, està situat al nord de la comarca i llinda amb els municipis de Culla, Atzeneta del Maestrat i Vistabella del Maestrat.

## Geografia

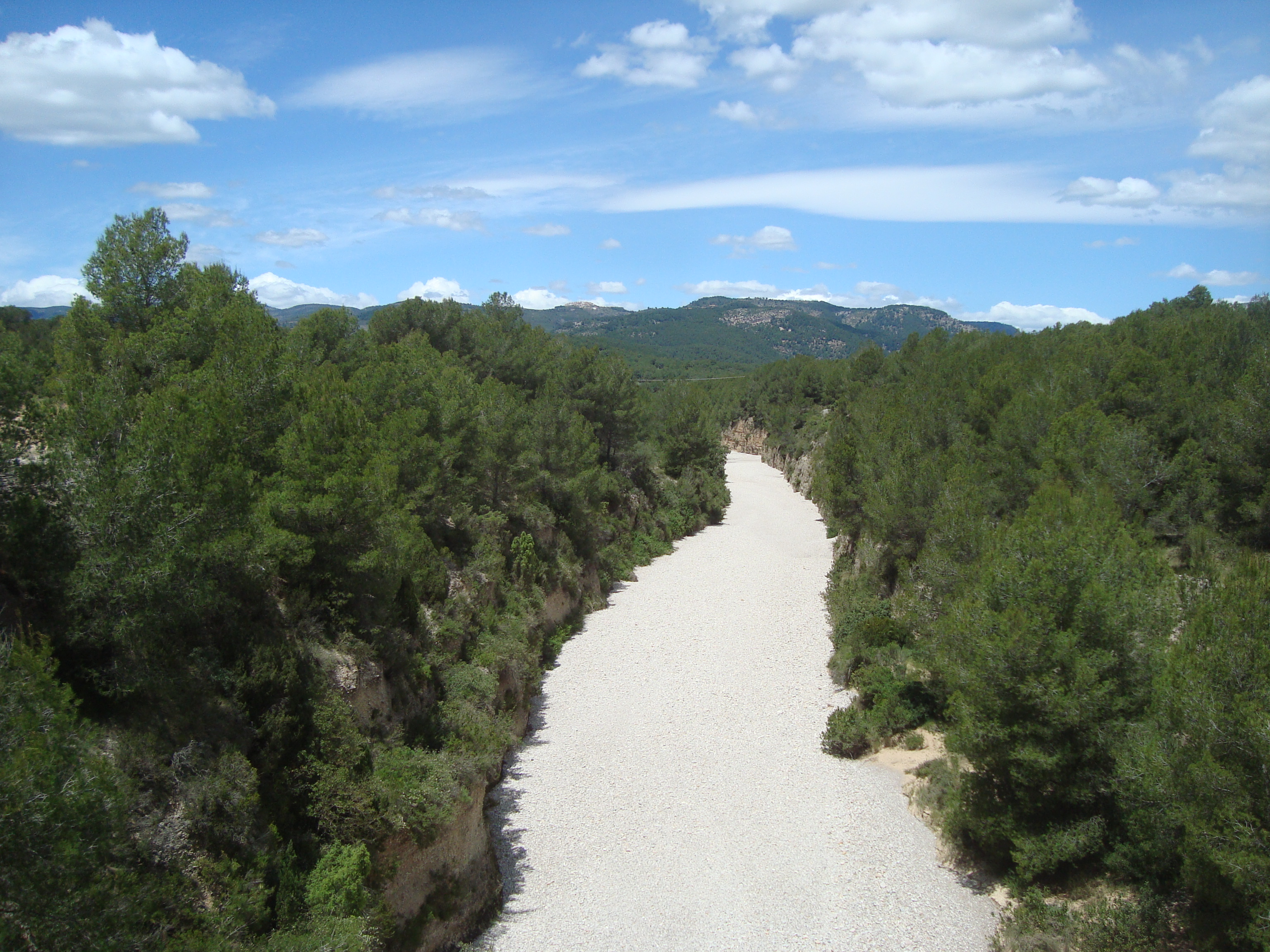
Riu de Montlleó

Situat entre el riu de Montlleó i la rambla de Benafigos, el centre urbà s'assenta sobre un pujol en un terreny inhòspit de gran bellesa. Té una altitud de 945 metres sobre el nivell del mar, des de la qual hi ha una magnífica panoràmica de molts masos i pobles com ara Ares del Maestrat, Atzeneta, la torre del castell de Culla, Vilafamés, Vistabella del Maestrat, Vila-real o Borriana i el seu port. En dies clars es veu, fins i tot, la mar Mediterrània i les Illes Columbretes.
Benafigos és un poble de carrers sinuosos i estrets, plens de restes del castell que li dona origen. Com a poble de muntanya, disposa de diverses fonts (la de Dalt, la de Darrere i la de Baix; les tres amb magnífica qualitat d'aigua) i està rodejat de cims com el Coll del Vidre (1.083 m), la Penyaroja (1.063 m) o el Morral Blanc (1.021 m). La superfície no cultivada està coberta en la major part per pinar, carrascar i matolls.

## Clima
El clima és continental, amb hiverns freds i estius més o menys calorosos durant el dia, i molt suaus i agradables durant la nit, però més prompte curts. La quantitat de pluja és molt més elevada que la mitjana provincial i el fenomen meteorològic més destacable és el vent: com que el poble està construït al cim de la muntanya, està molt exposat, i durant l'hivern bufa de continu, amb dies que se superen els 100 km/h.
A l'hivern, les precipitacions són en forma de neu. Els dies sense núvols la rosada fa caure les temperatures dels termòmetres en picat. Durant l'estiu fa calor de dia, però de nit la temperatura és agradable. Un dels fenòmens destacats durant l'estiu són les tronades, que es desenvolupen de sobte i solen descarregar amb força. L'aparat elèctric sol ser-hi considerable i en els últims anys ha provocat un gran nombre d'incendis forestals.

## Història
Benafigos apareix com a alqueria del terme de Culla i, atesa la inaccessibilitat del lloc, és fàcil deduir que la seua fundació devia obedir a necessitats militars. Va pertànyer a la setena de Culla durant les edats mitjana i moderna. Des de l'any 1235 formà part del senyoriu de Balasc d'Alagon i, a partir de la dècada de 1240, passà a mans de la seua filla Constança i el seu marit, Guillem d'Anglesola. Es desconeix la data de la carta de poblament, però ja apareix citada en la d'Atzeneta, de 1272. En 1303 és venuda amb la resta de la setena a l'orde del Temple, i en 1319 passa al senyoriu del de Montesa.

## Demografia

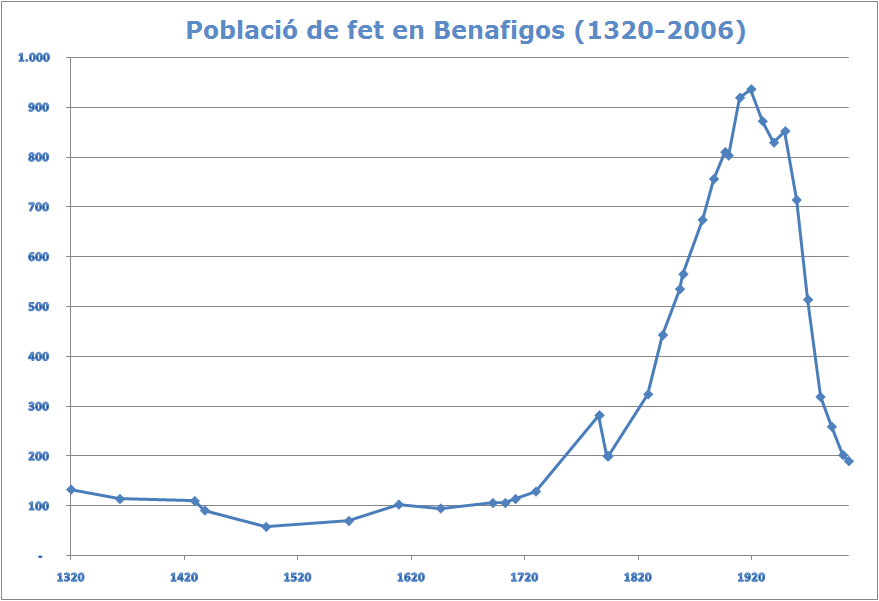

La població de Benafigos ha estat estable des del segle xiv fins al començament del segle xviii, al voltant de 100 habitants. Durant el segle xviii tingué lloc un fort creixement demogràfic i arribà a tindre vora 300 habitants a principis del segle xix. La Guerra del Francés hi provocà una pèrdua demogràfica important, i la població baixà fins als 200 habitants. Passada la guerra, torna a haver-hi un fort creixement que continuaria durant tot el segle. A principis del segle XX arribà a un màxim de quasi 1.000 habitants, i de llavors ençà la pèrdua de població ha sigut continuada.
| Evolució demogràfica (des de 1842) Censos de població | Evolució demogràfica (des de 1842) Censos de població | Evolució demogràfica (des de 1842) Censos de població |
| ----------------------------------------------------- | ----------------------------------------------------- | ----------------------------------------------------- |
|                                                       |                                                       |                                                       |
|                                                       |                                                       |                                                       |
|                                                       | Font: Institut Nacional d'Estadística                 |                                                       |

| Població | 206 | 202 | 194 | 193 | 186 | 195 | 190 | 178 | 171 | 169 | 158 | 161 | 165 | 161 |

## Economia
L'economia de Benafigos es basa en l'agricultura, especialment la de secà, amb una superfície cultivada de només de 506 hectàrees, és a dir, un 14% de la superfície total del terme.
Els principals conreus històrics són: els cereals, el raïm, l'olivera i la creïlla. Actualment hi destaquen l'avellana, l'ametla i l'oliva.

## Política i govern

### Corporació Municipal
El Ple de l'Ajuntament està format per 5 regidors. En les eleccions municipals de 28 de maig de 2023 foren elegits 4 regidors del  del Partit Socialista del País Valencià (PSPV-PSOE) i  1 del Partit Popular (PP).
| Eleccions municipals de 28 de maig de 2023 - Benafigos                                                             |                                          |                                     | |                                          |           |          |
| Candidatura | Candidatura                              | Candidatura                         | Candidats | Vots                                     | Vots      | Regidors |
| | Partit Socialista del País Valencià-PSOE |                                     | Raquel Escobar Solsona Eva Lidón Barreda Martin Miguel Francisco Barrachina Lapeña Jesús López de Monta Frores | 68 ( Sí) · 66 ( Sí) · 61 ( Sí) · 56( Sí) | 62,75,44% | 4 (+2)   |
| | Partit Popular                           |                                     | Sara Escrig Bellés Silvia Escrig Bellés Juan Campayo Caballero                                                 | 28 ( Sí) · 26 ( No) · 20 ( No)           | 26,8%     | 1 (-2)   |
| | Vots en blanc                            |                                     | | 0                                        | 0,00%     |          |
| Total vots vàlids i regidors                                                                                       | Total vots vàlids i regidors             | Total vots vàlids i regidors        | Total vots vàlids i regidors                                                                                   | 92                                       | 100 %     | 5        |
| | Vots nuls                                | Vots nuls                           | Vots nuls | 4                                        | 4,16%     |          |
| Participació (vots vàlids més nuls)                                                                                | Participació (vots vàlids més nuls)      | Participació (vots vàlids més nuls) | Participació (vots vàlids més nuls)                                                                            | 96                                       | 80,67%**  |          |
| Abstenció | Abstenció                                | Abstenció                           | Abstenció | 23*                                      | 19.32%**  |          |
| Total cens electoral                                                                                               | Total cens electoral                     | Total cens electoral                | Total cens electoral                                                                                           | 119*                                     | 100 %**   |          |
| Alcaldessa: Raquel Escobar Solsona (PSPV-PSOE) (15/06/2019) Per majoria absoluta dels vots dels regidors           |                                          |                                     | |                                          |           |          |
| Fonts: JEC, JEZ Castelló, Periòdic Ara. (* No són vots sinó electors. ** Percentatge respecte del cens electoral.) |                                          |                                     | |                                          |           |          |

### Alcaldia
Des de 2023 l'alcaldessa de Benafigos és Raquel Escobar Solsona, del PSPV-PSOE.
| Període                       | Alcalde o alcaldessa                             | Partit polític | Data de possessió     | Observacions         |
| ----------------------------- | ------------------------------------------------ | -------------- | --------------------- | -------------------- |
| 1979–1983                     | Heredio Rovira Domingo                           | UCD            | 19/04/1979            | --                   |
| 1983–1987                     | Heredio Rovira Domingo                           | PDL            | 28/05/1983            | --                   |
| 1987–1991                     | Heredio Rovira Domingo                           | CEV            | 30/06/1987            | --                   |
| 1991–1995                     | Heredio Rovira Domingo                           | PSPV-PSOE      | 15/06/1991            | --                   |
| 1995–1999                     | Heredio Rovira Domingo                           | PSPV-PSOE      | 17/06/1995            | --                   |
| 1999–2003                     | Jeremías Safont Pons                             | PSPV-PSOE      | 03/07/1999            | --                   |
| 2003–2007                     | Jeremías Safont Pons                             | PSPV-PSOE      | 14/06/2003            | --                   |
| 2007–2011                     | Jeremías Safont Pons María Rosario Escrig Safont | PSPV-PSOE      | 16/06/2007 05/11/2009 | Dimissió/renúncia -- |
| 2011–2015                     | María Mercedes Cortés Lázaro                     | PP             | 11/06/2011            | --                   |
| 2015–2019                     | María Mercedes Cortés Lázaro                     | PP             | 13/06/2015            | --                   |
| 2019-2023                     | Sara Escrig Bellés                               | PP             | 15/06/2019            | --                   |
| Des de 2023                   | Raquel Escobar Solsona                           | PSPV-PSOE      | 17/06/2023            | --                   |
| Fonts: Generalitat Valenciana |                                                  |                |                       |                      |

## Monuments i llocs d'interés

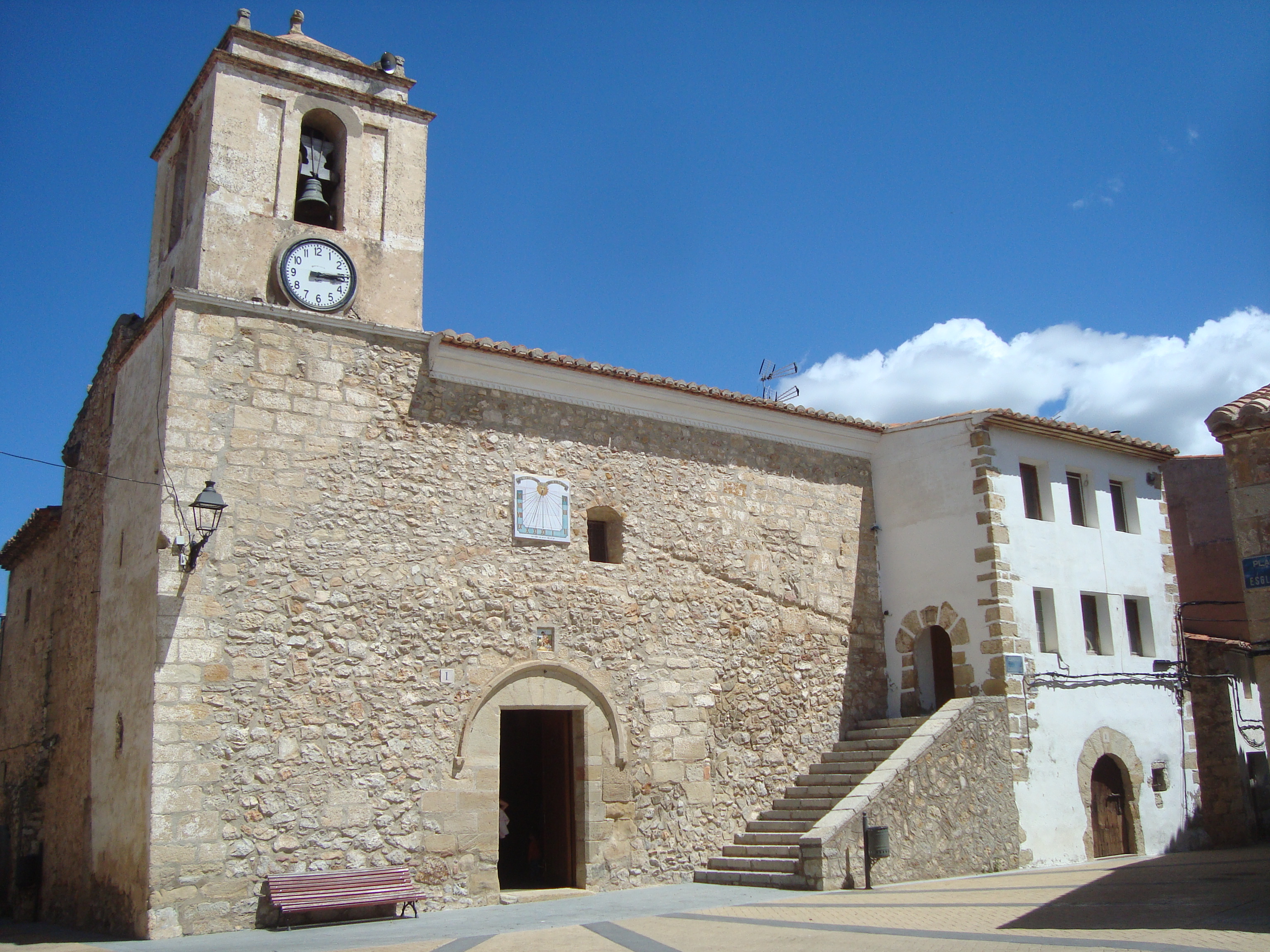
Església de Sant Joan Baptista

- Església de Sant Joan Baptista. Data del segle xiii, amb estil corinti i ampliada posteriorment. Al l'interior es poden apreciar arcs gòtics en un bon estat de conservació. La part frontal, datada del segle xvii, fon reformada l'any 2003. Es diu que és la tercera en antiguitat de la província de Castelló.
- Ermita del Sant Crist del Calvari. Construïda l'any 1749, està situada a l'entrada del poble.
- Santuari de la Mare de Déu de l'Ortisella. Construïda l'any 1566 i dedicada a la patrona de Benafigos, la Mare de Déu de l'Ortisella, situada a 1,3 km del poble. Al voltant del santuari es pot gaudir de magnífics espais per a l'esbarjo.

## Festes i celebracions locals
- El primer diumenge de maig se celebra un romiatge a l'ermita de l'Ortisella (originàriament per a demanar pluges), on es reparteix el típic panoli.
- Pasqua de Pentecosta. Se celebra amb un altre romiatge a l'ermita de l'Ortisella (originàriament per a donar gràcies per la pluja), on es repartix la fogasseta.
- La Matxà de Sant Antoni. El 16 de gener.
- Sant Joan. El 24 de juny.
- Mare de Déu de l'Ortisella. Se celebra el 8 de setembre.